# 羅戈維奇 (洛卡奇區)
50°43′31″N 24°42′25″E / 50.72528°N 24.70694°E
羅戈維奇（烏克蘭語：Роговичі），是烏克蘭的村落，位於該國西部沃倫州，由沃洛德米爾區負責管轄，始建於1430年，面積516平方公里，海拔高度213米，2001年人口73，人口密度每平方公里0.14人。